# Семь красавиц (балет)
«Семь красавиц» (азерб. Yeddi gözəl) — балет в четырёх действиях Кара Караева, написанный в 1952 году. Постановка была осуществлена балетмейстером Петром Гусевым в бакинском Театре оперы и балета им. М. Ф. Ахундова в том же году. В основе либретто Исмаила Идаятзаде, Юрия Слонимского и Сабита Рахмана лежит сюжет четвёртой части «Хамсе» Низами Гянджеви, поэмы  «Семь красавиц» (1197 год).

## История балета
«Семь красавиц» создана по мотивам поэмы «Семь красавиц» из «Хамсе» («Пятерицы») великого классика персидской поэзии Низами Гянджеви. В 1949 году Кара Караевым была написана одноимённая симфоническая сюита. Она была исполнена в этот же год Азербайджанским симфоническим оркестром имени Узеира Гаджибекова под руководством маэстро Ниязи. Идея создания балета была подсказана композитору главным режиссёром Азербайджанского театра оперы и балета им. Ахундова выдающимся актёром и режиссёром Исмаилом Идаятзаде. Первоначально либретто было разработано им и драматургом Сабитом Рахманом. В 1951 году была дописана музыка и состоялось обсуждение нового произведения в Союзе композиторов Азербайджана. Но Идаятзаде не успел увидеть балет на сцене, в ноябре 1951 года его не стало.

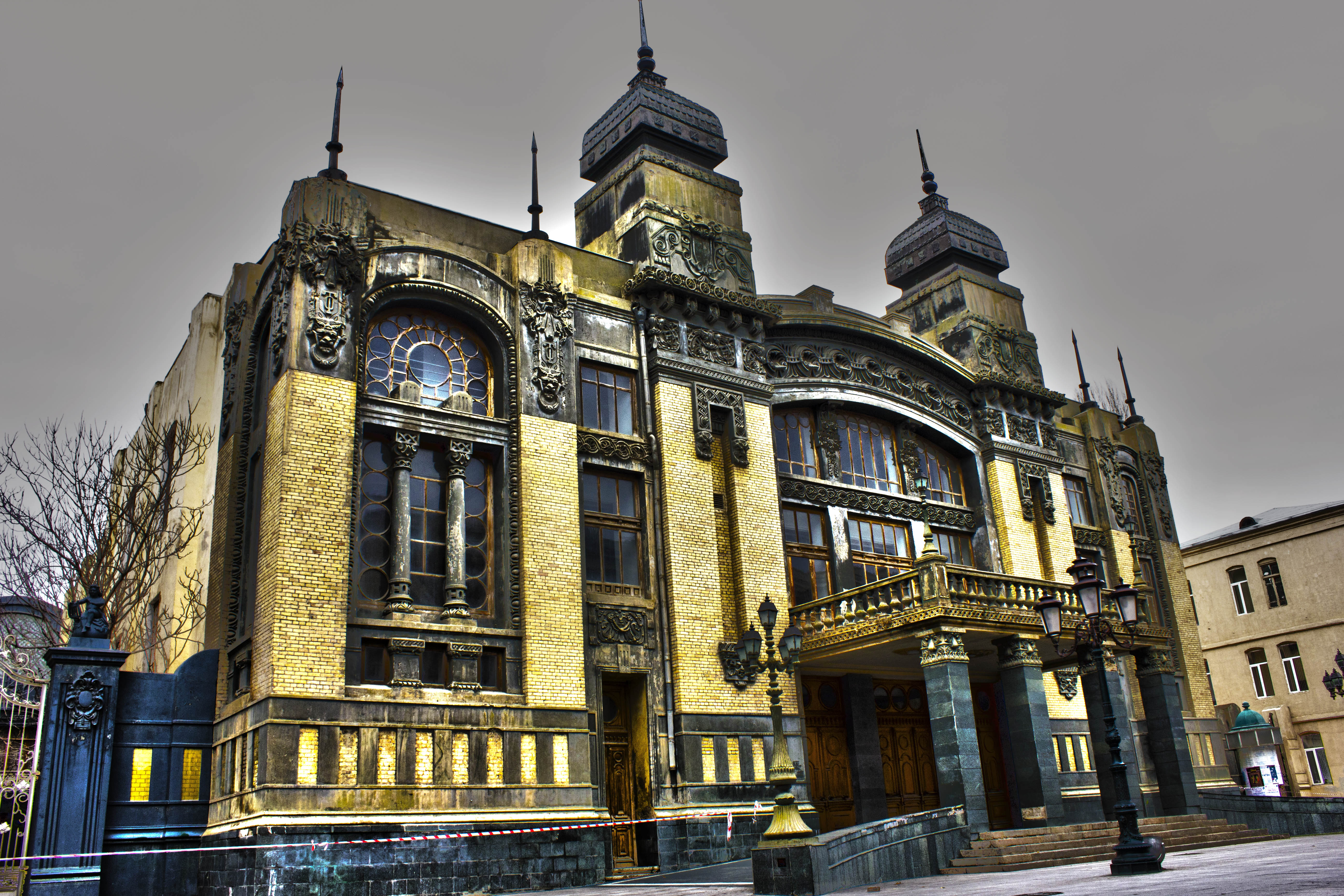
Азербайджанский театр оперы и балета им. М.Ф. Ахундова в Баку, где состоялась премьера постановки балета

Премьера балета состоялась 7 ноября 1952 года на сцене Азербайджанского театра оперы и балета в Баку в постановке выдающегося русского советского балетмейстера Петра Андреевича Гусева. Художники — Анвар Алмасзаде и Фёдор Гусак. Дирижёр — Кямал Абдуллаев. Партия Айши — Гамар Алмасзаде и Лейла Векилова, Шаха Бахрама — Юрий Кузнецов и Константин Баташо́в, Мензера — Максуд Мамедов и Константин Баташо́в, Визиря — Анатолий Урганцев и Кямал Гасанов.
В оркестровке балета использовались народные инструменты, что придавало ему национальный колорит. Великолепная, яркая, красочная музыка балета была залогом счастливой и долгой сценической жизни произведения. Высоко оценил музыку своего ученика великий советский композитор Дмитрий Шостакович.
После премьеры в Баку Шостакович написал: «Самое сильное в новом балете — его музыка!»
Шостакович говорил о ней, как о подлинно симфонической, обладающей масштабностью, широким дыханием.
24 ноября 1953 года премьера состоялась на сцене Ленинградского Малого театра оперы и балета в постановке П. А. Гусева. Сценограф — Симон Вирсаладзе. Дирижёр — Эдуард Грикуров. Партия Айши — Вера Станкевич, партия Шаха Бахрама — Вениамин Зимин, Визиря — Николай Филипповский, Индийской красавицы — Елена Иванова, Мензера — Юрий Литвиненко, Китайской красавицы — Валентина Розенберг, Иранской красавицы — Татьяна Фесенко, Начальника стражи — Виктор Тулубьев. В качестве балетмейстера некоторых номеров впервые выступил Олег Виноградов. Балет сразу завоевал сердца зрителей, занял прочное место и в гастрольном репертуаре.
Новая, вторая редакция балета была сделана Кара Караевым при участии Юрия Слонимского и Петра Гусева в 1959 году и была представлена в этом же году в дни Декады азербайджанского искусства в Москве. Этой постановкой вдохновенно дирижировал великий Ниязи.
В 1970 году азербайджанский балет восторженно был принят во Франции, в Париже на VII Международном фестивале современного танца и гастролей балетной труппы театра.
В 1982 году на экраны вышел фильм-балет «Семь красавиц» с хореографией Рафиги Ахундовой и Максуда Мамедова. Режиссёр — Феликс Слидовкер, оператор — Александр Тафель. В главных партиях — Наталья Большакова, Вадим Гуляев, Гали Абайдулов. Дирижёр — Рауф Абдуллаев.
Позже, в 2002 году, эти же балетмейстеры получили предложение поставить «Семь красавиц» в Швеции, в Стокгольме и в Гётеборге. Интернациональная труппа включала танцовщиков из восемнадцати стран, и работа над балетом была очень интересной как для постановщиков, так и для актёров. Представления замечательного балета имели большой успех и резонанс в Швеции.

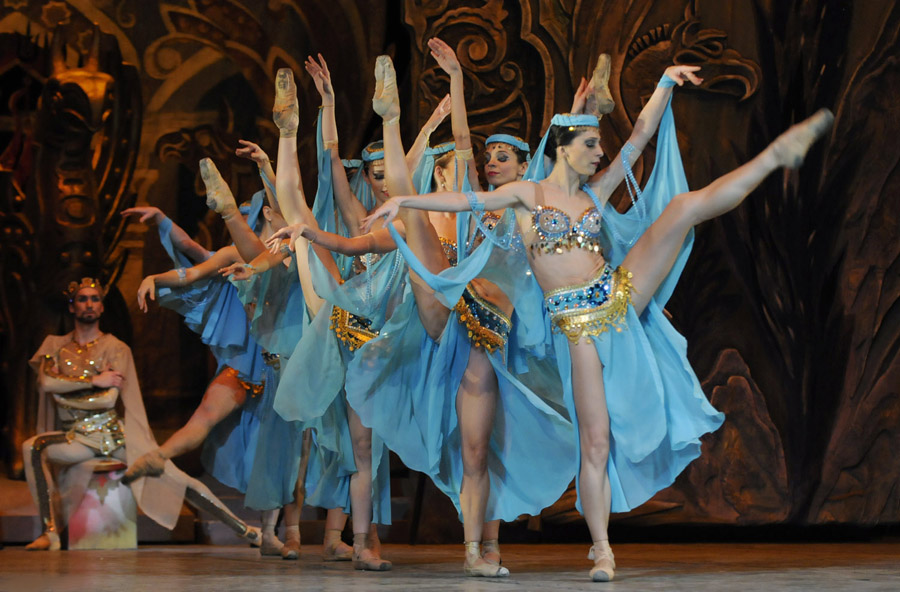
Сцена из постановки балета в 2011 году в Баку

Знаменитый дирижёр Евгений Светланов так говорил о Кара Караеве и балете «Семь красавиц»:

«Тесно вдохновенной музе Караева на графических нотоносцах. Беспредельная фантазия и разнообразие красок, очарование изумительных мелодий в сочетании с редкостной роскошью гармонического языка, ритмы, перемены их, звуковые контрасты и высокий пафос подлинного темперамента (в отличие от так называемой накачки, которой грешат многие принимающиеся за написание балета) — всё это нашло кульминационное выражение в уникальной музыкально-хореографической экспозиции самих семи красавиц. Можно смело сказать, что здесь Караев поднялся до уровня мировых достижений в этом жанре».
В 2008 году на сцене театра оперы и балета состоялась новая постановка балета. Главным балетмейстером стал известный российский хореограф Василий Медведев. Новое либретто для постановки создала писательница из Турции Яна Темиз. Руководителем и дирижёром новой постановки стал Эльшад Багиров, работавший в своё время в Большом театре и дирижёром в Театре оперы и балета Стамбула. Художник Большого театра Дмитрий Чербаджи работал над декорациями, а Тахир Тахиров над костюмами.

## Действующие лица
- Мензер
- Айша, его сестра
- Шах Бахрам
- Визирь
- Семь красавиц:
  - индийская,
  - византийская
  - хорезмская
  - славянская
  - магрибская
  - китайская
  - иранская
- Начальник стражи
- Военачальники
- Отшельник
- Бочар, шелкодел
- Горшечник
- Канатчик
- Оружейник
- Кузнец
- Сапожник
- Колесник
- Шуты
- Дворцовая девушка

## Либретто балета
Во время охоты Шаха Бахрама настигла буря. В поисках укрытия в развалинах старого замка, он встречает отшельника, который показывает ему изображения семи красавиц из разных стран. Бахраму чудится, будто красавицы ожили и кружатся в причудливых танцах. С наступлением рассвета прекрасные девы исчезают. Покинув замок, Бахрам отправляется домой. В пути он встречает состязающихся в стрельбе из лука статного юношу Мензера и его прекрасную сестру, по имени Айше. Бахрам вызывает Мензера на состязание. Затем они по обычаю обмениваются подарками. Бахрам дарит Мензеру пояс, тот ему — кинжал. После ухода Мензера Бахрам объясняется Айше в любви. Девушка признается охотнику в ответном чувстве. Но когда на розыски пропавшего Бахрама прибегают слуги, а за ними визирь, Айша и Мензер узнают, что молодой охотник есть не кто иной, как сам шах. Визирь сообщает о вторжении хазар.

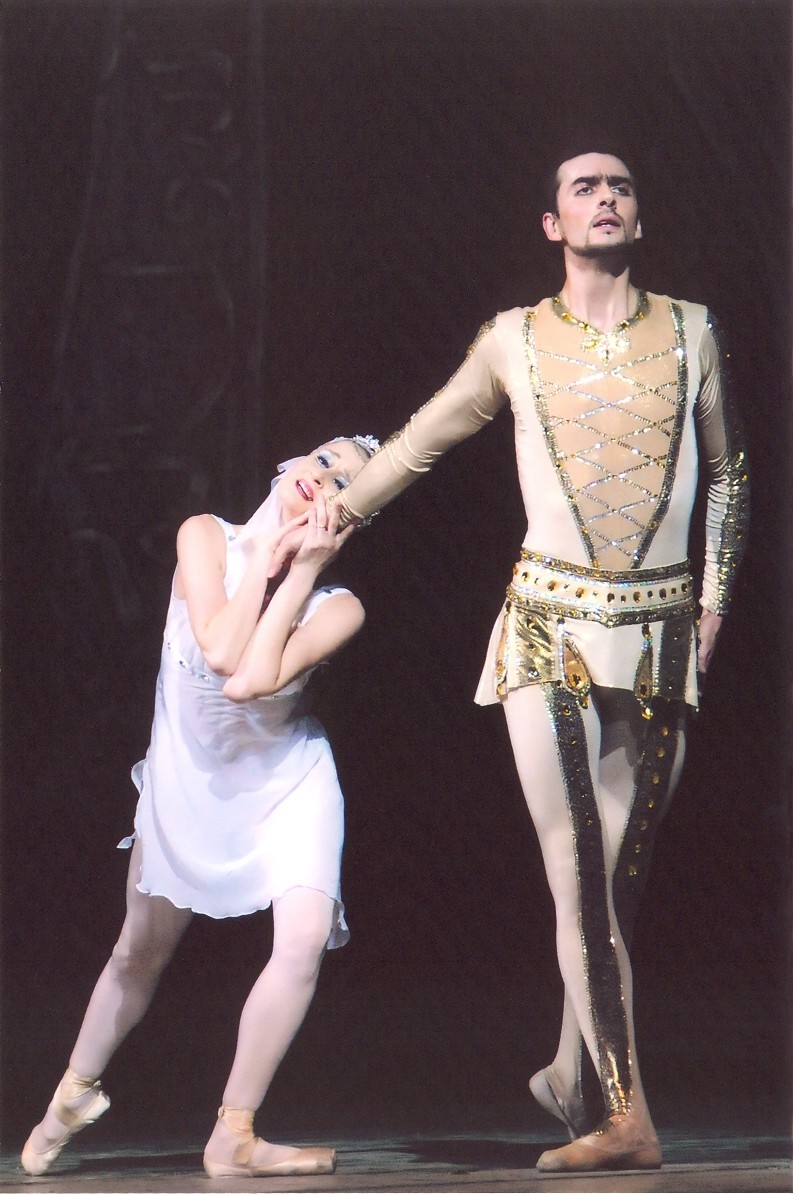
Сцена из балета, 2010 год. Фото И. Джафарова

Бахрам передаёт власть визирю и отправляется в поход. Однако визирь, у которого возник план захвата власти, поручил двум своим приближённым переодеться в платье хазар, догнать и убить шаха. На площади же в это время наблюдается мрачное шествие, народ просит о проявлении милосердия. За арбой, влекомой недоимщиками, идут взятые в рабство девушки. Ожесточённые прислужники шаха набрасываются на выставленные в лавках товары, грабят и разрушают всё, что попадает под руку, после чего народ в ужасе разбегается. В это время визирь наслаждаясь властью, спускается в подземную сокровищницу, где надевает роскошные одежды, Он мечтает о том дне, когда сам станет шахом. В это время возвращается убийца и говорит, что покушение на шаха не удалось. Затем слышатся звуки рога. Вернувшись в столицу Бахрам, который знает о заговоре, хочет расправы. Однако он не может проникнуть во дворец из-за выставленной визирем стражи. Тогда Мензер зовёт на помощь вооруженных ремесленников. В это время из дворца выходит торжественное шествие во главе с визирем. Тот вручает Бахраму символы власти. Мензер знает о вероломстве визиря, однако тот, чтобы доказать шаху свою верность убивает на его глазах своего приближенного, якобы тот и является организатором заговора. Стражники разоружают народ, связывают ремесленников и Мензера и заключают их в тюрьму.
Узнав о заключении Мензера и его друзей в тюрьму, Айша бежит во дворец и умоляет шаха, который в это время пирует, освободить Мензера и ремесленников. Шах, в память прежней дружбы, освобождает только Мензера. Возмущённый тем, что Бахрам не наказал визиря и не освободил ремесленников, Мензер бросает на землю пояс, подаренный некогда шахом. Этот поступок оскорбляет шаха и тот приказывает казнить Мензера. Но тот бежит. Визирь хочет отвлечь шаха. Он показывает ему шёлковую ткань, на которой изображены семь красавиц. Шах вспоминает ночь, проведённую в развалинах замка и ему снова чудятся прекрасные семь красавиц. Шах забывает о насущных проблемах, чего и добивается визирь, чтобы взять власть в свои руки. Он отправляется со стражниками в деревню, где укрылся Мензер. Узнав, что укрывшие его крестьяне не хотят выдать Мензера, визирь приказывает вытоптать крестьянские посевы. Крестьяне обращаются к шаху. Но мысли Бахрама заняты Айшой, которую тот не может забыть. Айша же отвергает любовь Бахрама, обрекшего народ на голод. Бахрам приказывает визирю поджечь деревню. В то время как визирь смотрит на огонь, появляются внезапно семь молодых крестьян и ремесленников. Совершается возмездие, и визирь падает мёртвым.
Бахрам хочет забыть Айшу. Поэтому он возвращается в замок, ища забвения у семи красавиц. Но в это время раздаётся удар грома, стены замка расступаются. Появляются семь посланцев народа, которые вручают шаху посох и плащ, указывая на то, что тот должен отречься от престола и покинуть страну. Вдруг появляется Айша, которая говорит шаху, что любит его не как шаха, а как того охотника, и готова пойти с ним, если тот откажется от власти. Бахрам в гневе наносит девушке смертельный удар кинжалом. Народ прощается с Айшой и изгоняет Бахрама.

## Интересные факты
Мелодия из балета звучит при въезде на станцию метро «Кара Караев».[значимость факта?]